# داريل آرمسترونغ
داريل آرمسترونغ (بالإنجليزية: Darrell Armstrong) مواليد 22 يونيو 1968 في غاستونيا، هو لاعب كرة سلة أمريكي سابق تحول إلى التدريب بعد الاعتزال بدأ مسيرته الاحترافية في سنة 1991 يدرب فريق دالاس مافيريكس في الرابطة الوطنية لكرة السلة. يبلغ طوله 6 قدم 0 بوصة (1.8 م). اعتزل اللعب في 2008.

## روابط خارجية
- داريل آرمسترونغ على موقع إن بي أي (الإنجليزية)
- داريل آرمسترونغ على موقع سبورتس رفرنس (الإنجليزية)
- داريل آرمسترونغ على موقع الدوري الإسباني لكرة السلة (الإسبانية)
- داريل آرمسترونغ على موقع كرة السلة الأوروبية.كوم (الإنجليزية)
- داريل آرمسترونغ على موقع ريلجم (الإنجليزية)
- داريل آرمسترونغ على موقع بروبوليرز (الإنجليزية)
- داريل آرمسترونغ على موقع سبورتس رفرنس (الإنجليزية)
- داريل آرمسترونغ على موقع سبورتس رفرنس (الإنجليزية)